# Saint-Brieuc-des-Iffs
Saint-Brieuc-des-Iffs é uma comuna francesa na região administrativa da Bretanha, no departamento Ille-et-Vilaine. Estende-se por uma área de 8,23 km². Em 2010 a comuna tinha 344 habitantes (densidade: 41,8 hab./km²).